# Francisco Lasa
Francisco Lasa Echarri (Alza, 4 de junio de 1921-San Sebastián, 6 de abril de 2006) fue un ingeniero naval, empresario y político español, alcalde de San Sebastián entre 1974 y 1977

## Biografía
Francisco Lasa nació en 1921 en Alza, un barrio de San Sebastián que por aquel entonces era un municipio independiente. Su padre era dueño de un taller de construcción y reparación naval en Trincherpe. El negocio familiar se amplió posteriormente con una pequeña flota de pesca.  El joven Lasa estudió ingeniería naval en Madrid y comenzó a ejercer como proyectista naval a partir de 1945. A la muerte de su padre en 1953 funda con sus hermanos la empresa "José Antonio Lasa, S.A.", que se dedica a la pesca y congelación de merluza y bacalao. Son los años del boom de la pesca del bacalao y la empresa de los Lasa contaba con más de una quincena de barcos de pesca, e instalaciones de congelación en el Puerto de Pasajes. Como proyectista naval, su oficina llegó a realizar más de 1500 proyectos. 
Durante 12 años Lasa presidió el sindicato provincial de los armadores de pesca de Guipúzcoa. 

### Alcalde de San Sebastián
Lasa había entrado como concejal de la corporación municipal de San Sebastián en 1970 en representación del tercio sindical. Dentro de la corporación municipal Lasa llegó a presidir la comisión de Hacienda. A principios de febrero de 1974 se produjo el cese del alcalde Felipe de Ugarte, una figura bastante impopular en la ciudad, que fue nombrado como gobernador civil de Álava. Cuarenta y tres días después del cese de Ugarte se nombró finalmente a Lasa como su sustituto.
A las autoridades políticas les costó convencer a Lasa para que aceptara el cargo. La figura de Lasa, un empresario donostiarra, euskaldún y sin una vinculación especialmente significativa con el régimen franquista parecía la más adecuada para calmar los ánimos y gobernar la ciudad en unos momentos políticamente muy tensos. Habían pasado pocos meses desde el atentado de ETA que acabó con la vida de Carrero Blanco. 
El alcalde realizó gestos antes impensables en el gobierno municipal unos años antes como hablar públicamente en euskera y a favor de este idioma durante plenos municipales o apoyar la legalización de la ikurriña, bandera que el propio Lasa izó por primera vez la víspera del Día de San Sebastián de 1977 en el balcón de la antigua casa consistorial, tras pelear el correspondiente permiso a Martín Villa, Ministro del Interior. Ese mismo día, sin embargo la gente agolpada en la plaza gritó "Lasa dimite, el pueblo no te admite"; y el alcalde, decepcionado por la actitud de la gente, presentó su dimisión en el siguiente pleno municipal.
Su mandato se vio sin embargo sobrepasado por los acontecimientos históricos y políticos que sucedieron; los últimos fusilamientos del franquismo, la muerte de Francisco Franco en noviembre de 1975, el inicio de la Transición Política, los atentados de ETA, los estados de excepción decretados por el Gobierno, etc. El propio alcalde contó que fueron los peores años de su vida.
Como legados que dejó de su alcaldía cabe destacar la inauguración del Embalse de Añarbe, que solucionó los problemas de suministro de agua en la comarca de San Sebastián y el proyecto de construcción del Peine del Viento, que inauguraría su sucesor unos meses después de su dimisión. 
En 1977 cerró su etapa en la política definitivamente y volvió a sus negocios particulares.